# Tweede Brits-Afghaanse Oorlog
De Tweede Brits-Afghaanse oorlog was een inval van het Britse Rijk in Afghanistan in de jaren 1878-1880.
Na de Eerste Brits-Afghaanse Oorlog hadden de Britten zich ten opzichte van Afghanistan grotendeels afzijdig gehouden, een politiek die 'Masterly inactivity' werd genoemd. Met de komst van Benjamin Disraeli als eerste minister in 1874 veranderde de politiek echter. De Russische expansie in Centraal-Azië kwam tot aan de grenzen van Afghanistan, en de Britten vreesden dat ook Afghanistan in Russische handen zou vallen. Zoals Lord Lytton, onderkoning van Indië, het uitdrukte:
Afghanistan is veel te zwak en achtergebleven om afgesloten en volledig onafhankelijk te blijven tussen twee grootmachten... We kunnen het niet toestaan dat Sjer Ali in de invloedssfeer raakt van een macht waarvan de belangen lijnrecht tegenover de onze staan.
In 1876 richtten de Britten een militaire basis in in Quetta, nabij de Afghaanse grens.
In 1878 werd de situatie explosief. Rusland en het Verenigd Koninkrijk stonden op het punt om tot een oorlog te komen. Het verdrag van Berlijn voorkwam dit, maar als onderdeel van de oorlogsvoorbereidingen hadden de Russen al een militaire gezant naar Afghanistan gestuurd. De Britten eisten van de Afghaanse emir Sjer Ali om ook een Britse gezant te ontvangen; hierop kwam geen reactie.
De Britten gingen over tot de aanval, en op 21 november vielen ze Afghanistan binnen. Kaboel werd op 8 januari 1879 ingenomen. Sjer Ali vluchtte naar het noorden, en stierf korte tijd later. De Britten zetten zijn zoon Jakoeb Khan, eerder gevangengezet door zijn vader, op de troon. De Britten en Jakoeb Khan tekenden het verdrag van Gandamak, dat Afghanistan tot een de facto protectoraat van de Britten maakte: Afghanistan mocht geen onafhankelijke buitenlandse politiek voeren en een permanent Brits gezantschap werd gevestigd in Kaboel. Daarnaast bepaalde het ook dat de Britten een jaarlijkse subsidie aan de emir betaalden, dat de Britten Afghanistan zouden bijstaan in geval van een aanval van buitenaf en dat een aantal gebieden aan de grens onder Brits bestuur zouden vallen, hoewel ze officieel Afghaans bleven.
Een Afghaanse menigte vermoordde in september de Britse gezant, Pierre Louis Napoleon Cavagnari. Generaal Frederick Roberts rukte op naar Kaboel en stelde een streng bewind in. Jakoeb Khan vluchtte naar Brits-Indië, en de Britten voelden zich ingesloten.
De Britten wilden zich uit Afghanistan terugtrekken, maar het land niet aan de Russen overleveren. Uiteindelijk vonden ze hun kandidaat in Abdoer Rahman Khan, een neef van Sjer Ali, die in 1880 terugkeerde van ballingschap bij de Russen. De Britten hielpen Abdoer Rahman Khan aan de macht, en verklaarden hem 'emir van Kaboel en toebehoren'. In augustus 1880 verlieten de Britten Kaboel, in april 1881 ook Kandahar. Voor die tijd hadden ze echter op 27 juli 1880 een grote nederlaag geleden tegen Ajoeb Khan, een zoon van Sjer Ali die zich had uitgeroepen tot emir van Herat, in de slag bij Majwand, nabij Kandahar. In die veldslag speelde ook Malalai Anaa, de jonge vrouw van een van de strijders aan Afghaanse zijde, een belangrijke rol.
De Tweede Brits-Afghaanse oorlog had duidelijke parallellen met de Eerste Brits-Afghaanse Oorlog: aanvankelijk een snelle beslissing in het voordeel van de Britten, daarna een slopende oorlog met grote verliezen, en een terugtrekking waarbij een andere leider dan eerst gewenst op de troon wordt gezet, met een verdrag om de Afghaanse politiek meer geschikt te maken.